# Nimrod (Minnesota)
Pour les articles homonymes, voir Nimrod (homonymie).
Nimrod est une ville américaine située dans le comté de Wadena, dans le Minnesota. Selon le recensement de 2010, sa population est de 69 habitants.